# Ichthyophis orthoplicatus
Ichthyophis orthoplicatus és una espècie d'amfibis gimnofions de la família Ichthyophiidae que és endèmic de les muntanyes del sud-centre de Sri Lanka on s'ha trobat entre els 460 i els 1800 metres d'altitud. S'estima que fa uns 235 mm de llarg.
Es troba en hàbitats molt variables, naturals i artificials, com ara boscos perennes, plantacions de cautxú i te, arrossars, jardins i granges rurals, aiguamolls (zones pantanoses) i pastures de bestiar.
És considerat vulnerable segons la Unió Internacional per a la Conservació de la Natura (UICN) degut a la seva petita àrea de distribució (inferior als 20.000km²) i la ràpida pèrdua d'hàbitat provocada per la indústria agrícola, la desforestació i la contaminació per agroquímics.